# Chantale Riddle
Chantale Riddle (23 luglio 1991) è una pallavolista statunitense.
Gioca nel ruolo di schiacciatrice e opposto nel Kanti.

## Carriera
La carriera di Chantale Riddle inizia nei tornei scolastici del Nuovo Messico, giocando per la Roswell High School; gioca in seguito a livello universitario nella NCAA Division I con la University of New Mexico dal 2010 al 2014, saltando tuttavia la prima annata.
Nella stagione 2015-16 firma il suo primo contratto professionistico in Svizzera, ingaggiata nella Lega Nazionale A dal Düdingen, col quale gioca un biennio e vince la Supercoppa svizzera 2015, venendo premiata come MVP. Nella stagione 2017-18 passa al Kanti, sempre nella massima divisione elvetica.

## Palmarès

### Club
- Supercoppa svizzera: 1

2015

### Premi individuali
- 2013 - All-America Third Team
- 2015 - Supercoppa svizzera: MVP